# Dimos Dio-Olympos
Dimos Dio-Olympos (Dio-Olympos) är en kommun i Grekland.   Den ligger i prefekturen Nomós Pierías och regionen Mellersta Makedonien, i den norra delen av landet, 260 km norr om huvudstaden Aten. Antalet invånare är 25 872. Arean är 493 kvadratkilometer.
Terrängen i Dimos Dio-Olympos är varierad.